# مقدونیه (یونان)
مَقْدونیه (‎i‎/ˌmæsɪˈdoʊniə/‎; یونانی: Μακεδονία, Makedonía, [maceðoˈnia]) منطقه‌ای جغرافیایی به مرکزیت تسالونیکی در یونان، در جنوب‌شرقی قاره اروپا می‌باشد.